# Gamèti
Gamèti est une localité canadienne et une communauté des Premières Nations de la région du Slave Nord, aux Territoires du Nord-Ouest.